# Diocese de Óbidos
A Diocese de Óbidos (Dioecesis Obidensis) é uma circunscrição eclesiástica da Igreja Católica no Brasil, pertencente à Província Eclesiástica de Santarém e ao Conselho Episcopal Regional Norte II da Conferência Nacional dos Bispos do Brasil, sendo sufragânea da Arquidiocese de Santarém. A sé episcopal está na Catedral de Sant’Ana, na cidade de Óbidos, no estado do Pará.

## Histórico
A Prelazia de Óbidos foi erigida a 10 de abril de 1957 pela bula Cum sit animorum do Papa Pio XII, desmembrada da então Prelazia de Santarém.
Foi confiada pela Santa Sé aos cuidados da Ordem dos Frades Menores.

### Diocese
Em 9 de novembro de 2011 a prelazia foi elevada à dignidade de diocese por meio da Constituição Apostólica Obidensis do Papa Bento XVI, que nomeou Dom Frei Bernardo Johannes Bahlmann, OFM, como primeiro bispo diocesano.

## Demografia
Em 2004, a prelazia contava com uma população aproximada de 201.063 habitantes, com 83,2% de católicos.
O território da diocese é de 182.960 km², organizado em treze paróquias.

## Bispos
|                 | Nome                               | Período         | Notas                   |
| Bispo diocesano | Bispo diocesano                    | Bispo diocesano | Bispo diocesano         |
| --------------- | ---------------------------------- | --------------- | ----------------------- |
| 1º              | Bernardo Johannes Bahlmann, O.F.M. | 2011-           |                         |
| Bispos prelados |                                    |                 |                         |
| 4º              | Bernardo Johannes Bahlmann, O.F.M. | 2009-2011       |                         |
| 3º              | Martinho Lammers, O.F.M.           | 1976-2009       | Bispo Prelado Emérito   |
| 2º              | Constantino José Lüers, O.F.M.     | 1973-1976       | Nomeado Bispo de Penedo |
| 1º              | João Floriano Loewenau, O.F.M.     | 1957-1972       |                         |